# Шиффвайлер
Шиффвайлер (нім. Schiffweiler) — громада в Німеччині, знаходиться в землі Саар. Входить до складу району Нойнкірхен.
Площа — 21,32 км2. Населення становить 15 552 ос. (станом на 31 грудня 2021).